# Lista de prefeitos de Humaitá (Amazonas)
Esta é a lista de prefeitos do município de Humaitá (Amazonas), estado brasileiro do Amazonas.
| Nº | Nome                                                                   | Imagem                        | Partido                                          | Início do mandato       | Fim do mandato                          | Observações                              |
| 1  | José Francisco Monteiro                                                |                               | Partido Republicano Federal PRF                  | 22 de novembro de 1890  | 18 de junho de 1896                     | Intendente nomeado                       |
| 2  | Francisco Fiúza Maia                                                   |                               | Partido Progressista PP                          | 19 de junho de 1896     | 5 de janeiro de 1901                    | Intendente nomeado                       |
| 3  | José Francisco Monteiro                                                |                               | Partido Progressista PP                          | 6 de janeiro de 1901    | 14 de maio de 1907                      | Intendente nomeado                       |
| —  | José Francisco Monteiro                                                |                               | Partido Progressista PP                          | 15 de maio de 1907      | 31 de dezembro de 1913                  | Intendente nomeado                       |
| 4  | Dr. Pedro de Alcântara Bacelar                                         |                               | Partido Republicano Conservador PRC              | 1° de janeiro de 1914   | 31 de dezembro de 1916                  | Intendente nomeado                       |
| 5  | Francisco de Assis Ataíde                                              |                               | Partido Republicano Conservador PRC              | 1° de janeiro de 1917   | 31 de dezembro de 1920                  | Intendente nomeado                       |
| 6  | Edmundo Francisco Monteiro                                             |                               | Partido Republicano Conservador PRC              | 1° de janeiro de 1921   | 31 de dezembro de 1924                  | Intendente nomeado                       |
| 7  | Antonio da Costa Crespo                                                |                               | Partido Republicano Conservador PRC              | 1° de janeiro de 1925   | 19 de novembro de 1930                  | Intendente nomeado                       |
| 8  | Osvaldo Tennyson Costa Crespo                                          |                               | Partido Republicano Conservador PRC              | 20 de novembro de 1930  | 17 de maio de 1932                      | Prefeito nomeado                         |
| 9  | José Francisco Monteiro Neto                                           |                               | Partido Republicano Liberal PRL                  | 18 de maio de 1932      | 29 de dezembro de 1936                  | Prefeito nomeado                         |
| 10 | Raul Oran Prestes                                                      |                               | Partido Progressista PP                          | 30 de dezembro de 1936  | 25 de novembro de 1940                  | Prefeito nomeado                         |
| 11 | Antonio Augusto Guimarães Neto                                         |                               | Partido Progressista PP                          | 26 de novembro de 1940  | 23 de janeiro de 1945                   | Prefeito nomeado                         |
| 12 | Raimundo Figueiredo Cavalcante                                         |                               | Partido Progressista PP                          | 24 de janeiro de 1945   | 30 de janeiro de 1948                   | Prefeito nomeado                         |
| 13 | José de Souza Lobo                                                     |                               | Partido Social Democrático PSD                   | 31 de janeiro de 1948   | 30 de janeiro de 1951                   | Prefeito eleito em sufrágio universal    |
| 14 | Raimundo Figueiredo Cavalcante                                         |                               | União Democrática Nacional UDN                   | 31 de janeiro de 1951   | 30 de janeiro de 1956                   | Prefeito eleito em sufrágio universal    |
| 15 | Antonieta Henrique Ataíde                                              |                               | Partido Trabalhista Brasileiro PTB               | 31 de janeiro de 1956   | 30 de janeiro de 1961                   | Prefeita eleita em sufrágio universal    |
| 16 | Antonio Augusto Guimarães Neto                                         |                               | Partido Trabalhista Brasileiro PTB               | 31 de janeiro de 1961   | 30 de janeiro de 1965                   | Prefeito eleito em sufrágio universal    |
| 17 | Tito Botelho Neves                                                     |                               | Partido Trabalhista Brasileiro PTB               | 31 de janeiro de 1965   | 18 de junho de 1967                     | Prefeito eleito em sufrágio universal    |
| 18 | Mário Freire da Silva Ramos                                            |                               | Movimento Democrático Brasileiro MDB             | 19 de junho de 1967     | 30 de janeiro de 1969                   | Vice-prefeito eleito no cargo de titular |
| 19 | José de Souza Lobo                                                     |                               | Aliança Renovadora Nacional ARENA                | 31 de janeiro de 1969   | 30 de janeiro de 1973                   | Prefeito eleito em sufrágio universal    |
| 20 | Francisco Correa da Cruz Salú Cruz                                     |                               | Aliança Renovadora Nacional ARENA                | 31 de janeiro de 1973   | 31 de janeiro de 1977                   | Prefeito eleito em sufrágio universal    |
| 21 | João Batista Teodoro Alves Filho                                       |                               | Aliança Renovadora Nacional ARENA                | 1° de fevereiro de 1977 | 21 de maio de 1980                      | Prefeito eleito em sufrágio universal    |
| 22 | Áureo Cid Botelho                                                      |                               | Partido Democrático Social PDS                   | 22 de maio de 1980      | 31 de janeiro de 1983                   | Vice-prefeito eleito no cargo de titular |
| 23 | Roberto Rui Guerra de Souza (Borba, 15.04.1950–)                       |                               | Partido da Frente Liberal PFL                    | 1° de fevereiro de 1983 | 31 de dezembro de 1988                  | Prefeito eleito em sufrágio universal    |
| 24 | Raimundo Rodrigues do Nascimento Mundaia                               |                               | Partido do Movimento Democrático Brasileiro PMDB | 1° de janeiro de 1989   | 31 de dezembro de 1992                  | Prefeito eleito em sufrágio universal    |
| 25 | Írio Jabes Guerra de Souza (Manaus, 05.11.1958–)                       |                               | Partido Social Liberal PSL                       | 1° de janeiro de 1993   | 31 de dezembro de 1996                  | Prefeito eleito em sufrágio universal    |
| 26 | Dr. Renato Pereira Gonçalves (Duque de Caxias, 26.03.1958–)            |                               | Partido Trabalhista Brasileiro PTB               | 1° de janeiro de 1997   | 31 de dezembro de 2000                  | Prefeito eleito em sufrágio universal    |
| 26 | Dr. Renato Pereira Gonçalves (Duque de Caxias, 26.03.1958–)            | Partido da Frente Liberal PFL | 1° de janeiro de 2001                            | 31 de dezembro de 2002  | Prefeito reeleito em sufrágio universal |                                          |
| 27 | Dr. Fausto Manoel e Silva                                              |                               | Partido da Social Democracia Brasileira PSDB     | 1° de janeiro de 2003   | 31 de dezembro de 2004                  | Vice-prefeito eleito no cargo de titular |
| 28 | Roberto Rui Guerra de Souza (Borba, 14.04.1950–)                       |                               | Partido Trabalhista Brasileiro PTB               | 1° de janeiro de 2005   | 31 de dezembro de 2008                  | Prefeito eleito em sufrágio universal    |
| 29 | José Cidenei Lobo do Nascimento, Dedei Lobo (Humaitá, 10.11.1962–)     |                               | Partido do Movimento Democrático Brasileiro PMDB | 1° de janeiro de 2009   | 31 de dezembro de 2012                  | Prefeito eleito em sufrágio universal    |
| 29 | José Cidenei Lobo do Nascimento, Dedei Lobo (Humaitá, 10.11.1962–)     | 1° de janeiro de 2013         | Partido do Movimento Democrático Brasileiro PMDB | 31 de dezembro de 2016  | Prefeito reeleito em sufrágio universal |                                          |
| 30 | Herivaneo Vieira de Oliveira, Herivaneo Seixas (Manicoré, 08.11.1962–) |                               | Partido Republicano da Ordem Social PROS         | 1° de janeiro de 2017   | 31 de dezembro de 2020                  | Prefeito eleito em sufrágio universal    |
| 31 | José Cidenei Lobo do Nascimento, Dedei Lobo (Humaitá, 10.11.1962–)     |                               | Partido Social Cristão PSC                       | 1° de janeiro de 2021   | 31 de dezembro de 2024                  | Prefeito eleito em sufrágio universal    |
| 31 | José Cidenei Lobo do Nascimento, Dedei Lobo (Humaitá, 10.11.1962–)     | União Brasil UNIÃO            | 1° de janeiro de 2025                            | Atualidade              | Prefeito reeleito em sufrágio universal |                                          |